# Drageadeira
Drageadeira é um instrumento para revestir drágeas  em um processo conhecido como drageoscopia.
O processo normalmente envolve elementos quimícos como o sódio, salitre, sacarose e frutose.